# ستيوارت مالكوم
ستيوارت مالكوم (بالإنجليزية: Stuart Malcolm)‏ (20 أغسطس 1979 بإدنبرة في المملكة المتحدة - ) هو لاعب كرة قدم بريطاني في مركز الدفاع. لعب مع درودا يونايتد وسانت جونستون ونادي روس كاونتي ونادي شيلبورن ونادي ستنهاوسموير وDublin City F.C. ‏ ونادي فين هاربز ونادي ألوا أثليتيك ونادي مونتروز لكرة القدم ونادي بليموث أرجايل ونادي اربوراث وفورفار أثلتيك ‏ ونادي كاودينبيث لكرة القدم.

## وصلات خارجية
- ستيوارت مالكوم على موقع قاعدة بيانات كرة القدم.إي يو (الإنجليزية)
- ستيوارت مالكوم على موقع Soccerbase.com (لاعب) (الإنجليزية)
- ستيوارت مالكوم على موقع Soccerway.com (الإنجليزية)